# Vogelbekdierachtigen
Vogelbekdierachtigen (Platypoda) zijn een onderorde van de orde cloacadieren die voorkomt in Australië en Nieuw-Guinea. De onderorde kent één levend lid, het vogelbekdier (Ornithorhynchus anatinus), en verscheidene uitgestorven soorten.

## Taxonomie
De onderorde omvat de volgende soorten:
- Onderorde: Platypoda (Vogelbekdierachtigen) (1 soort)
  - Familie: incertae sedis
    -  Geslacht: Teinolophus †
      -  Soort: Teinolophus trusleri †

  - Familie: Kollikodontidae †
    -  Geslacht: Kollikodon † (Beneden-Krijt van Australië)
      -  Soort: Kollikodon ritchiei †

  -  Familie: Ornithorhynchidae (Vogelbekdieren) (1 soort)
    - Geslacht: Monotrematum † (Paleoceen van Argentinië)
      -  Soort: Monotrematum sudamericanum †

    - Geslacht: Obdurodon † (Oligoceen en Mioceen van Australië)
      - Soort: Obdurodon dicksoni †
      -  Soort: Obdurodon insignis †

    - Geslacht: Ornithorhynchus (1 soort)
      -  Soort: Ornithorhynchus anatinus (Vogelbekdier)

    -  Geslacht: Steropodon †
      -  Soort: Steropodon galmani †